# Крал на ринга (2002)
Крал на ринга (2002) (на английски: King of the Ring) е десетото годишно pay-per-view събитие от поредицата Крал на ринга, продуцирано от Световната федерация по кеч (WWE). Събитието се провежда на 23 юни 2002 г. в Кълъмбъс, Охайо.

## Обща информация
Главният мач от Разбиване е за Безспорната титла на WWE, в който безспорният шампион на WWE Гробаря побеждава Трите Хикса, за да запази титлата. Главният мач от Първична сила е, в който Брок Леснар побеждава Роб Ван Дам на финала, за да спечели турнира Крал на ринга през 2002 г.

## Резултати
| №                                         | Резултати                                         | Правила                                                                          | Време |
| ----------------------------------------- | ------------------------------------------------- | -------------------------------------------------------------------------------- | ----- |
| 1                                         | Роб Ван Дам побеждава Крис Джерико                | Полуфинал за Крал на ринга                                                       | 14:32 |
| 2                                         | Брок Леснар (с Пол Хеймън) поб. Тест              | Полуфинал за Крал на ринга                                                       | 8:18  |
| 3                                         | Джейми Ноубъл (с Нидия) поб. Урагана (ш)          | Индивидуален мач за Титлата в полутежка категория на WWE                         | 11:38 |
| 4                                         | Рик Флеър поб. Еди Гереро                         | Индивидуален мач                                                                 | 16:50 |
| 5                                         | Моли Холи поб. Триш Стратъс (ш)                   | Индивидуален мач за Титлата при жените на WWE                                    | 5:41  |
| 6                                         | Кърт Енгъл поб. Холивуд Хълк Хоган чрез предаване | Индивидуален мач                                                                 | 12:08 |
| 7                                         | Брок Леснар (с Пол Хеймън) поб. Роб Ван Дам       | Финал за Крал на ринга и бъдещ мач за Безспорната титла на WWE на Лятно тръшване | 5:44  |
| 8                                         | Гробаря (ш) поб. Трите Хикса                      | Индивидуален мач за Безспорната титла на WWE                                     | 23:44 |
| - (ш) – указва шампиона/шампионите в мача |                                                   |                                                                                  |       |